# Stanton Barrett
Stanton Thomas Barrett (Bishop, Californië, 1 december 1972) is een Amerikaans autocoureur en stuntman, werkzaam in de Amerikaanse filmindustrie. Hij reed in zijn carrière in de NASCAR Sprint Cup, de NASCAR Nationwide Series en de IndyCar Series.

## Carrière

### Autosport
Barrett maakte in 1992 zijn debuut op 19-jarige leeftijd in de NASCAR Nationwide Series, de op een na hoogste klasse in de Amerikaanse stockcar-autosport. Hij werd 22ste in de eindstand in 2005. In 1999 reed hij voor het eerst in de hoogste klasse, de NASCAR Sprint Cup. Hij eindigde tot nog toe nooit in de top 50 van het eindklassement.
In 2009 reed hij vier races in de IndyCar Series voor 3G Racing, het vroegere Beck Motorsports-team.

### Filmindustrie
Barrett is werkzaam als stuntman in de Amerikaanse filmindustrie. Hij heeft onder meer gewerkt in de films Spiderman, Spider-Man 2, Spider-Man 3, Jurassic Park II, Jurassic Park III, Batman en Mr. & Mrs. Smith en in meerdere televisieseries, zoals Cold Case, Charmed en ER.

### Trivia
- Barrett is een peetzoon van de in 2008 overleden acteur en raceteam-eigenaar Paul Newman.